# Enslaved (Soulfly)
Enslaved is het achtste album van de Amerikaanse metalband Soulfly. Het album is uitgebracht in 2012. Met het aanstellen van voormalig Borknagar-drummer David Kinkade sloeg Soulfly een meer deathmetal-georiënteerde richting in. Enslaved heeft daardoor duidelijk een heftiger, zwaarder en sneller geluid dan de voorgaande albums.

## Tracks
1. "Resistance"
2. "World Scum"
3. "Intervention"
4. "Gladiator"
5. "Legions"
6. "American Steel"
7. "Redemption of Man by God"
8. "Treachery"
9. "Plata O Plomo"
10. "Chains"
11. "Revengeance"

## Bezetting van de band tijdens opname
- Max Cavalera
- Tony Campos
- David Kinkade
- Marc Rizzo